# Salimbene z Parmy
Salimbene z Parmy (italsky Salimbene de Adam, 9. října 1221, Parma – 1290)? byl italský kronikář z řádu františkánů. Byl přívržencem učení Jáchyma z Fiore a v roce 1238 proti vůli svého otce, bývalého křižáka, vstoupil do řádu františkánů a vedl život potulného mnicha. Setkal se s mnoha významnými osobnostmi své doby, rozhodně nebyl přívržencem císaře Fridricha II. a je autorem kroniky zahrnující události let 1168–1287.

## Externí odkazy

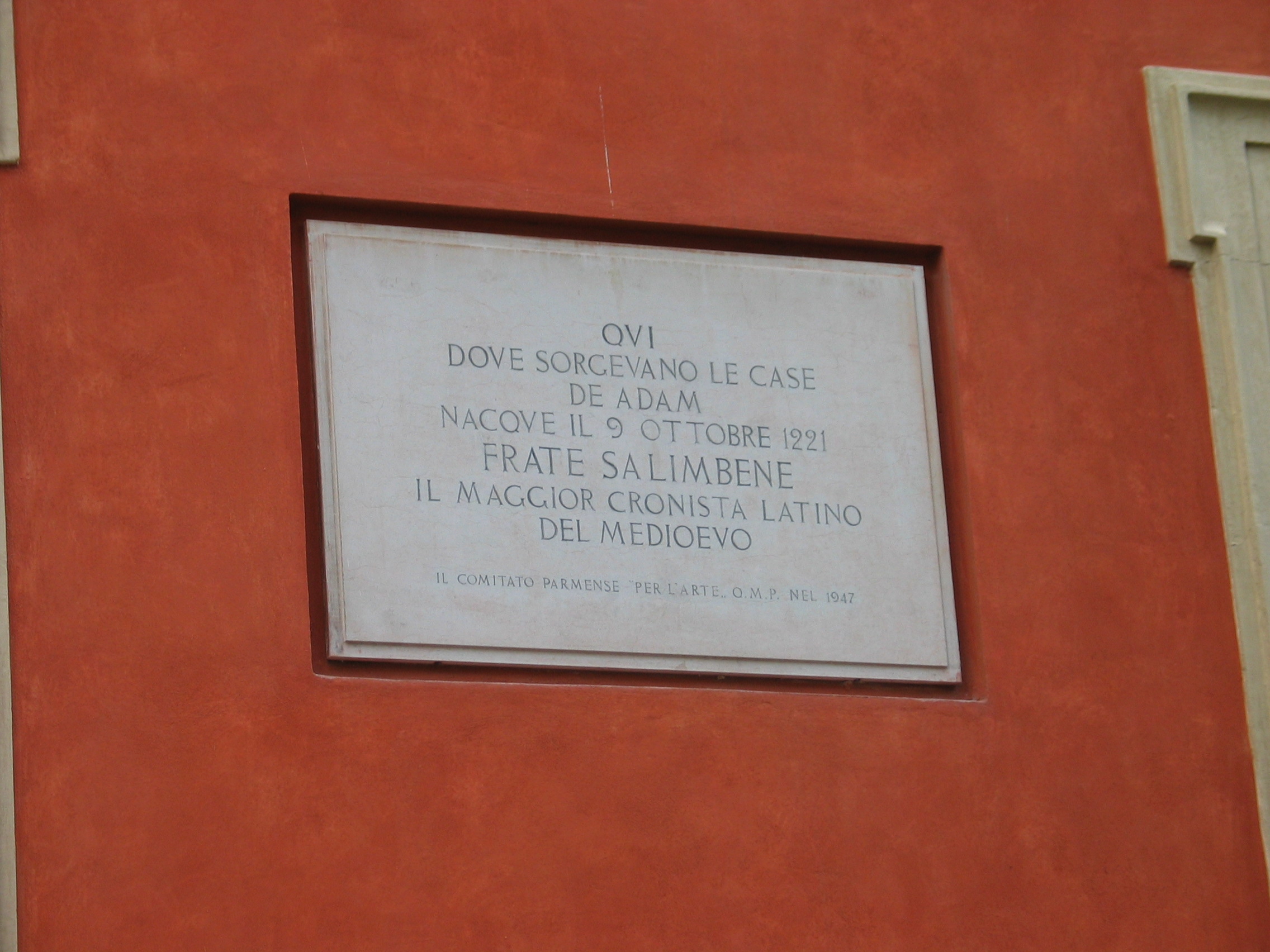
Pamětní deska na místě narození